# Crkva sv. Roka u Keru
Crkva sv. Roka u katolička crkva u subotičkoj gradskoj četvrti Keru. Ovo je župna crkva župe koja je osnovano za Ker, izdvajanjem iz teritorija sv. Terezije 1841. godine, otkada se vode i matične knjige. Dio je dekanata Subotica - Donji Grad. Bogoslužni jezici su hrvatski i mađarski. Današnji župnik je Andrija Anišić.
Prvotna bogomolja koja je bila ovdje zamijenjena je 1896. crkvom posvećenom sv. Roku. Podizanje ove crkve vodio je poznati subotički arhitekt Tit Mačković.
Ova crkva građena je u stilu neogotike. Duga je 51,5 metara. Srednji je brod iznutra dug 49,8 metara, širok 17,18 m i visok 14,65 m. Popriječni je brod je dug 26,52 m, širok 7,17 m i 15,2 metara visok. Crkveni je toranj visok 62,65 metara. Pet je zvona. Najveće je teško 944 kilograma, a najmanje zvono 50 kg. 
Crkva je proživjela obnove. 1959. popravljen je toranj. 1961. crkva je temeljito obnovljena iznutra. 
U predvorju crkve nalazi se bista Blaška Rajića, djelo kipara Neste Orčića.